# Canon X-07
Le Canon X-07 est un ordinateur portable commercialisé par Canon fin 1983. C'est l'un des premiers ordinateurs totalement portables, autonomes et extensibles avec des capacités inspirées des ordinateurs personnels 8-bits de bureau.
Sa conception est axée sur la portabilité et l'autonomie :
- l'électronique est basée sur des circuits CMOS à faible consommation ;
- l'écran est de type LCD non rétro-éclairé et de petite taille ;
- le clavier utilise des touches de petite taille pour en réduire l'encombrement ;
- le boitier contient l'unité centrale, l'affichage, le clavier ainsi que le haut-parleur du système sonore ;
- les extensions mémoires prennent place à l'intérieur du boitier et n'altèrent pas l'encombrement ;
- les cartes d'extension mémoire sont alimentées par leur propre pile.

En version de base, il est équipé de 8 ko de RAM dont 6,5 ko pour l'utilisateur. Cette mémoire peut être étendue à 24 ko par deux extensions de 8 ko. Équipé d''instructions et fonctions spécifiques au matériel du Canon X-07 (alarme, horloge, graphismes, extension vidéo, disque virtuel), son BASIC Microsoft occupe 20 ko de ROM.
Le Canon X-07 présente des possibilités encore peu courantes en 1983 sur les petits ordinateurs BASIC portables : un écran graphique contrôlable au pixel, un système sonore souple, une horloge interne qui conserve la date et l'heure, 12 touches de fonction programmables, 64 caractères graphiques programmables, un port série de communication utilisable en RS-232C (avec un boitier d'extension), un port parallèle compatible Centronics (avec un câble spécifique), un bus d'extension pour une interface vidéo.
Canon France adopte une attitude très dynamique pour faire connaitre le Canon X-07, avec des publicités double page dans les revues spécialisées les plus vendues (L'ordinateur Individuel, Micro Systèmes). Ses publicités le présentent comme un ordinateur de bureau complet, doté de logiciels pour les professionnels comme un tableur et une base de données et de périphériques de communication et d'impression. La large gamme de produits annexes est mise en avant dans les publicités mais également dans les bancs d'essais des revues de fin 1983.

## Caractéristiques techniques
Ses caractéristiques matérielles sont posées sur le processeur 8-bits National Semiconductor NSC800, compatible avec le Z80 sur le plan des instructions et l'Intel 8085 pour le bus :
- conception CMOS à faible consommation, alimentation 4 piles AA ou adaptateur secteur ;
- CPU NSC800 (compatible Z80) à 4 MHz
- Affichage LCD 4 × 20 caractères avec jeu de caractères 5×7 (sur matrice 6x8) avec accentuées dont 64 caractères reprogrammables, accessible également en 120 × 32 pixels
- Mixage possible graphisme au pixel et texte
- Possibilités sonores avec haut-parleur intégré
- Clavier standard QWERTY de bonne qualité accompagné d'un pavé curseur de cinq touches et cinq touches de fonctions programmables. La façade inclinée des touches indique le caractère principal séparément du caractère shift
- Coprocesseur T6834 avec 2 ko RAM interne pour gérer l'horloge, le clavier, l'affichage LCD, les touches programmées
- 8 ko de RAM (dont 6 748 octets disponibles pour l'utilisateur), extensible jusqu'à 24 ko par une puce de 8 ko et des cartes de 4 ou 8 ko. La RAM conserve son contenu lors de l'extinction
- 20 ko de ROM contenant le système de démarrage et le BASIC Microsoft. Ce BASIC est proche du Level II du TRS-80 et dispose d'instructions spécifiques pour contrôler les périphériques du X-07, l'écran LCD au pixel (avec tracé de cercle et de ligne), les imprimantes, l'interface série, l'horloge interne, les alarmes, etc.
- Logement pour carte mémoire :
  - soit une carte d'application préprogrammée intégrant 8 ko de ROM et 4 ko de RAM
  - soit une carte d'extension RAM de 4 ou 8 ko
- Logement pour une puce d'extension mémoire 8 ko RAM
- Horloge interne conservant date et heure, avec possibilité d'alarme
- Auto-exécution d'instructions à l'allumage
- Ports de communication : parallèle Centronics, série (RS-232C ou coupleur optique), bus pour boitier d'extension, audio, magnétophone
- Taille : 200 × 130 mm (environ une demi page A4), épaisseur 30 mm
- Poids : 630 g avec les piles

## Logiciel
Le Canon X-07 est équipé d'un BASIC Microsoft de 20 ko issu du Level II du TRS-80 de 1976 et proche de celui du TRS-80 Model 100, avec des instructions spécifiques pour les périphériques série et parallèle, l'affichage, les imprimantes, l'horloge, le son. Il est possible de découper la RAM disponible en une zone principale pour le programme en cours et une seconde zone comme disque virtuel pour stockage de programmes et fichiers. On peut exécuter un programme directement à partir du disque sans le charger dans la zone principale.
En même temps que  le X-07 sont commercialisées des cartes d'application dotées de 8 ko de ROM + 4 ko de RAM. Elles contiennent des programmes prêts à l'emploi comme une gestion de fichiers, une feuille de calcul, un moniteur pour la programmation en langage machine et autres.
En France, au moins deux sociétés commercialisent des logiciels sur cassette pour le X-07 : Logi'stick, Power Soft.
Plusieurs magazines proposent régulièrement des programmes pour le Canon X-07 entre 1984 et 1987 :
- Le club C7 publie la gazette Le Son du Canon pendant 8 numéros avec de nombreuses informations techniques, des essais de logiciels (principalement Logi'stick, qui soutient le club), des programmes.
- Le magazine Hebdogiciel[1] publie des programmes envoyés par ses lecteurs
- Le mensuel L'Ordinateur de poche propose de temps en temps des programmes pour le X-07

## Extension vidéo
Outre ses périphériques (voir plus bas), le X-07 peut être accompagné d'une extension pour écran vidéo, le X-720. Elle est équipée d'une batterie qui lui donne une certaine autonomie et d'un adaptateur secteur spécifique.
L'extension place ses 4 Ko de ROM et ses 6 ko de RAM système et vidéo dans l'espace mémoire du processeur. Cette mémoire n'est pas récupérable pour augmenter la place disponible pour l'utilisateur.
Les caractéristiques vidéo sont celles du processeur vidéo Motorola 6847 (employé dans l'ordinateur Alice de Matra et d'autres ordinateurs bas de gamme). Assez polyvalent, il date cependant de 1978 et ses caractéristiques sont en deçà des attentes du public en 1983. La mémoire vidéo de 6 ko est nécessaire pour les plus hautes définitions du 6847 comme 256x192 en monochrome. Le tableau suivant résume les modes d'affichages disponibles.
| Mode | Définition texte (colonnes x lignes) | Définition pixels (H x V)                           | Couleurs |
| ---- | ------------------------------------ | --------------------------------------------------- | -------- |
| 1    | 32 × 16                              | -                                                   | 4        |
| 2    | 32 × 16                              | semi graphique 64 x 48 (caractères de 2 × 3 pixels) | 8+ noir  |
| 3    | 16 × 8                               | 128 × 96                                            | 4        |
| 4    | 16 × 16                              | 128 × 192                                           | 2        |
| 5    | 16 × 16                              | 128 × 192                                           | 4        |
| 6    | 32 × 16                              | 256 × 192                                           | 2        |

Les modules d'extension du X-720 prévus grâce à un logement et à une zone réservée pour les ROM (4 banques de 2 Ko) ne semblent pas avoir été produits par Canon (ils sont évoqués dans le manuel utilisateur X-720).
En conséquence de ventes assez faibles, le X-720 est de nos jours un périphérique rare et très recherché par les collectionneurs. Sa batterie Cadmium Nickel est généralement hors service et ces matériaux ne sont plus disponibles, l'adaptateur/chargeur AD5 est donc essentiel pour pouvoir l'exploiter.

## Périphériques et extensions
Ses périphériques sont disponibles dès la sortie de la machine (à l'exception du X-720 qui paraîtra avec quelques mois de retard).
Concernant les extensions de mémoire, le Canon X-07 permet d'agrandir sa mémoire de base (8 ko) de deux manières :
- Directement sur la carte mère, par une puce RAM 8 ko qui prend place dans un support accessible par un petit cache au dos de l'appareil. Cette extension se comporte exactement comme la première puce mémoire de 8 ko, elle double simplement la mémoire interne. Un interrupteur dans le logement permet de placer une puce ROM préprogrammée au lieu de la RAM, permettant de figer le X-07 sur une application client. La puce n'occupe alors pas les mêmes adresses : 2000 hexa pour de la RAM, 4000 pour une ROM.
- Via un bus interne spécifique, par une carte de la taille d'une carte de crédit qui prend place dans un logement avec un couvercle verrouillable. Le verrou fait office d'interrupteur général du X-07, protégeant les circuits pendant l'insertion ou l'extraction. La carte conserve son contenu grâce à une  pile bouton CR2016 lorsqu'elle est extraite de l'ordinateur. Cette carte peut aussi fonctionner comme un disque virtuel pour y stocker des programmes et des fichiers de données.

Le modèle X-07R commercialisé uniquement au Japon est pré-équipé de l'extension de 8 ko interne pour un total de 16 ko de mémoire de base.
Concernant les autres périphériques, Canon propose la sauvegarde/lecture des programmes et données sur magnétophone à cassette (à l'aide d'un câble qui se branche sur une mini prise DIN), un port série, un port parallèle et un bus d'extension, auxquels correspondent des périphériques proposés par Canon.
| Référence | Description                                                                                           |
| --------- | --- |
| XR-100    | Extension de mémoire interne 8 ko RAM                                                                 |
| XC-910    | câble pour raccordement d'un magnétophone                                                             |
| XC-930    | câble pour raccorder une imprimante parallèle Centronics                                              |
| X-710     | table traçante 4 couleurs dotée d'une batterie pour son alimentation                                  |
| X-711     | imprimante thermique                                                                                  |
| X-720     | interface vidéo pour raccordement à une télévision NTSC, avec convertisseur Péritel intégré en France |
| X-721     | coupleur optique par infrarouge permettant à deux X-07 de communiquer sans fil                        |
| X-722     | convertisseur du port série au niveau TTL pour communiquer avec d'autres ordinateurs en RS-232C       |
| X-730     | magnétophone pour les sauvegardes de programmes et données                                            |

Plusieurs cartes mémoire et applications sont également disponibles pour le logement au dos de l'ordinateur. Les cartes d'applications préprogrammées sont dotées de 4 ko de RAM qui s'ajoutent au reste de la mémoire RAM et utilisent une pile bouton pour conserver leur contenu lorsqu'elles sont extraites du X-07. L'espace réservé pour les cartes est de 16 ko : 8 ko pour une ROM et 8 ko pour de la RAM. La RAM de 4 ko est au même endroit que pour une carte 8 ko RAM (XM-101) de sorte que toute la RAM est contigüe, et la ROM de 8 ko se situe plus haut. Malgré la possibilité offerte par la zone réservée, Canon n'a pas fabriqué de cartes applications équipées de 8 Ko de RAM.
| Référence | Description                                      |
| --------- | ------------------------------------------------ |
| XM-100    | RAM de 4 ko                                      |
| XM-101    | RAM de 8 ko                                      |
| XP-110F   | gestion de fichiers + 4 ko RAM                   |
| XP-120F   | tableur + 4 ko RAM                               |
| XP-130F   | tracés graphiques sur X-710 + 4 ko RAM           |
| XP-140    | moniteur langage machine + 4 ko RAM              |
| XP-150    | fonctions mathématiques pour le BASIC + 4 ko RAM |

À noter : il existe au moins une extension mémoire qui pousse la RAM utilisateur à 40 ko en empruntant les espaces mémoires réservés du X-720. Ces matériels n'étaient pas fabriqués par Canon et ont connu une diffusion confidentielle, il est difficile de trouver de la documentation sur eux et encore plus difficile de les trouver en vente.

### Concurrence
Le tableau suivant résume les caractéristiques des machines concurrentes du Canon X-07 sur les années 1983 à 1985. Certaines sont beaucoup plus puissantes avec un tarif très supérieur mais visaient le même marché des étudiants et scientifiques ainsi que les professionnels voulant disposer d'un ordinateur facilement transportable.
| Fabricant         | Modèle         | Année | Système d'exploitation  | Processeur                                 | RAM (disponible)        | RAM maximum) | RAM Extensions                                         | ROM                                                | Écran texte (lignes x colonnes) | Écran (graphique) | Son                      | Encombrement H × L × épaisseur (mm) | Poids  | Prix (version de base) | Euros 2023 (convertisseur Insee) |
| ----------------- | -------------- | ----- | ----------------------- | ------------------------------------------ | ----------------------- | ------------ | ------------------------------------------------------ | -------------------------------------------------- | ------------------------------- | ----------------- | ------------------------ | ----------------------------------- | ------ | ---------------------- | -------------------------------- |
| Casio             | PB-700         | 1983  | BASIC Casio             |                                            | 4 ko (2 683 octets)     | 16 ko        | 3 modules 4 ko                                         | 32 ko                                              | 4 × 20                          | 160 × 32          | simple bip               | 200 × 88 × 23                       | 315 g  | 1750 F                 | 615 €                            |
| Casio             | FP-200         | 1983  | BASIC Casio             | Intel 80C85, 4 MHz                         | 8 ko                    | 32 ko        | 3 modules 8 ko                                         | 32 ko + 8 ko extension                             | 8 × 20                          | 160 × 64          |                          | 310 × 220 × 55.5                    | 1,5 kg | 3850 F                 | 1354 €                           |
| Canon             | X-07           | 1983  | BASIC Microsoft         | NSC800 (Z80), 4 MHz                        | 8 ko (6 748 octets)     | 24 ko        | Extension 8 ko + carte 8 ko ou 4 ko, mémoire constante | 20 ko + 4 ko X-720 + 8 ko cartes                   | 4 × 20                          | 120 × 32          | freq ou 4 octaves, durée | 200 × 130 × 30                      |        | 2170 F                 | 763 €                            |
| Epson             | HX-20          | 1981  | BASIC                   | 2 x Hitachi 6301 0,6 MHz                   | 16 ko                   | 32 ko        | boitier extension                                      | 32 ko extensible à 40 ko + 32 ko boitier extension | 4 × 20                          | 120 × 32          |                          | 290 × 215 × 44                      | 1,6 kg | 7500 F                 | 3233 €                           |
| Epson             | PX-4           | 1985  | CP/M                    | uPD 70008 (Z80), 3,68 MHz                  | 64 ko                   | 128 ko       | Disque RAM 64 ko                                       | 32 ko + 2 modules 32 ko                            | 8 × 40                          | 240 × 64          | oui                      |                                     |        |                        |                                  |
| Hewlett-Packard   | HP-71B         | 1984  | BASIC Hewlett-Packard   | HP Saturn 4 bits                           | 17,5 ko (16 955 octets) | 32 ko        | 4 modules de 4 ko                                      | 64 ko                                              | 1 × 22                          | 132 × 8           | hauteur, durée           | 192 × 96 × 25                       | 305 g  | 4890 F                 | 1601 €                           |
| Hewlett-Packard   | HP-75C         | 1982  | BASIC Hewlett-Packard   | H Capricorn 8 bits, 625 KHz                | 16 ko                   | 24 ko        | 1 module 8 ko                                          | 48 ko, 3 modules 32 ko                             | 1 × 32                          | -                 |                          | 250 × 120 × 30                      | 740 g  | 10000 F                | 3855 €                           |
| Sharp             | PC-1500        | 1982  | BASIC Sharp             | LH-5801                                    | 2 ko (1 850 octets)     | 18 ko        | 1 module 4, 8 ou 16 ko                                 | 16 ko                                              | 1 × 26                          | 156 × 7           |                          | 195 × 86 × 25                       | 375 g  | 1890 F                 | 728 €                            |
| Tandy Radio Shack | TRS-80 Mod 100 | 1983  | BASIC Microsoft         | Oki 80C85, 2,4 MHz (compatible Intel 8085) | 8 Ko                    | 32 Ko        | 3 modules de 8 Ko                                      | 32 Ko                                              | 8 x 40                          | 240 x 64          |                          | 300 x 215 x 50                      | 1,4 Kg | 10000 F                | 3516 €                           |
| Texas Instruments | CC-40          | 1983  | BASIC Texas Instruments | TMS 70C20, 8/16 bits, 2,5 MHz              | 6 Ko                    | 22 Ko        | 1 module 16 Ko, mémoire constante                      | 34 Ko                                              | 1 x 31                          | -                 |                          | 228 * 152 * 25                      | 600    | 3000 F                 | 1055 €                           |

### Tarifs 1984
Issus de publicités de magasins qui commercialisaient le Canon X-07 (Duriez).
| Référence | Description                    | Tarifs 10/1984 | Euros 2023 (convertisseur INSEE) |
| --------- | ------------------------------ | -------------- | -------------------------------- |
| X-07      | Unité centrale                 | 2170 F         | 710 €                            |
| XM-100    | Carte 4 ko RAM                 | 412 F          | 134 €                            |
| XM-101    | Carte 8 ko RAM                 | 850 F          | 278 €                            |
| XR-100    | Extension 8 ko RAM             | 750 F          | 245 €                            |
| XC-910    | Câble magnétophone             | 49 F           | 16 €                             |
| XC-930    | Câble Centronics               | 245 F          | 80 €                             |
| X-710     | Table traçante                 | 1850 F         | 605 €                            |
| X-720     | Extension vidéo                | 2380 F         | 779 €                            |
| X-721     | Coupleur optique               | 420 F          | 137 €                            |
| X-722     | Convertisseur RS-232C + cordon | 690 F          | 225 €                            |
| XP-110F   | Carte ROM Fichiers             | 495 F          | 162 €                            |
| XP-130F   | Carte ROM Graphiques           | 530 F          | 173 €                            |
| AD-4 II   | Adaptateur secteur             | 69 F           | 22 €                             |

### Manuels officiels (Canon)
Le Canon X-07 est livré avec divers documents :
- un manuel d'apprentissage du BASIC
- un manuel de référence[8] qui décrit les instructions et fonctions du BASIC
- un aide mémoire sous forme de carte repliable[9]
- un manuel utilisateur[10] qui décrit comment utiliser les nombreux dispositifs internes et externes du X-07. Il donne aussi quelques informations techniques qui correspondent à certaines des explications fournies dans l'ouvrage de James Lee Farvour qui désassemble le BASIC du TRS-80[11].

### Guide technique de maintenance (Canon)
Canon a édité pour ses besoins en interne un manuel de maintenance avec liste des pièces, procédures de démontage et de test du Canon et ses périphériques.
On peut consulter les schémas électroniques de l'ordinateur,,, ils sont présents dans le manuel de maintenance cité ci-dessus.
Il existe un document interne de Canon sur le sous-processeur T6834 qui décrit sa communication avec le NSC800.

### Carte XP-140
La carte d'application XP-140 Monitor est accompagnée de deux livrets :
- le guide utilisateur décrit l'utilisation des commandes du moniteur et du dés-assembleur Z80[17]
- le guide technique[18] contient des informations très complètes sur la structure et le fonctionnement interne du Canon X-07 et de ses sous-systèmes, par exemple les commandes interne du sous-processeur qui contrôle le son, l'horloge, l'affichage et divers dispositifs ou encore la gestion des différentes zones de l'espace mémoire du Z80.

### Interface vidéo X-720
On peut consulter le manuel utilisateur livré avec l'interface vidéo X-720.

### Convertisseur RS-232C X-722
On peut consulter le manuel livré avec le convertisseur X-722.

### Ouvrages
Ce tableau liste les ouvrages connus de deux genres : d'un côté des recueils de programmes en BASIC, de l'autre des outrages très techniques dont les auteurs exploraient les profondeurs du système, du BASIC ou des processeurs.
| Éditeur              | Titre                                                   | Type                  | Description |
| -------------------- | ------------------------------------------------------- | --------------------- | --- |
| Éditions Neptune     | Les mystères du Canon X-07                              | Livre technique       | Cet ouvrage de haut niveau aborde la programmation du processeur NSC800 et l'architecture interne du X-07 et du BASIC, les routines systèmes utiles et les zones mémoire, et propose plusieurs programmes utilitaires en assembleur. |
| Éditions Neptune     | Applications en assembleur dans l'univers du Canon X-07 | Livre technique       | Suite du premier volume, il fournit de nombreuses explications sur le fonctionnement interne du BASIC et plusieurs programmes rédigés en assembleur Z80. |
| ETSF                 | 40 programmes pour Canon X-07                           | Recueil de programmes | Les éditions ETSF partenaires de la revue Micro-Systèmes ont publié un recueil de programmes assez simples en BASIC sous la plume du fondateur de la société Logi'Stick, Gilles Probst. |
| Soracom Informatique | Plus loin avec le Canon X-07                            | Livre technique       | La société Soracom Informatique a édité un ouvrage confidentiel (aucune publicité à l'époque) qui présente un grand intérêt tant sur le plan technique avec des explications et des schémas pour interfacer le Canon X-07 avec des périphériques non prévus pour lui, que sur le plan logiciel avec de nombreux programmes exploitant l'imprimante traceuse X-710 et l'écran. |
| Eyrolles             | Faites vos jeux avec Canon X07                          | Recueil de programmes | Les éditions Eyrolles ont publié ce recueil de programmes. Cet ouvrage est surtout destiné aux débutants en BASIC. |

### Presse et fanzines
- Sans être exactement de la presse, le fanzine Le Son du Canon publié par le club C7 est une mine d'or qui malgré sa courte durée de vie (8 numéros) reste 40 ans plus tard une source d'informations incontournable. Ces documents sont disponibles sur le site Abandonware Magazines et très difficiles à trouver sous forme papier.
- Un autre club d'utilisateurs Club Canon X-07 a publié une douzaine de bulletins. Ces documents sont disponibles sur le site Abandonware Magazines et très difficiles à trouver sous forme papier.
- Le sous-site Abandonware Magazines du magazine Hebdogiciel[1] donne libre accès, dans les limites d'un usage exclusivement privé, à tous les numéros de cet hebdomadaire dans lesquels on trouve de nombreux programmes pour le Canon X-07.

- Le magazine L'ordinateur de poche a publié un banc d'essai de Xavier de La Tullaye, « Le Canon X-07 », L'Ordinateur de poche, no 19,‎ décembre 1983, p. 24-27 (lire en ligne, consulté le 13 mars 2024).
- Le magazine Votre Ordinateur a publié en 1983 un petit banc d'essai du Canon X-07[26] de Olivier Arbey.